# Prix James-C.-McGroddy pour les nouveaux matériaux
Le prix James-C.-McGroddy pour les nouveaux matériaux (James C. McGroddy Prize for New Materials)  est un prix annuel qui est attribué  par la Société américaine de physique (American Physical Society ou APS) depuis 1975.
Le prix n'a reçu ce nom qu'en 1999, après sa dotation par IBM. Auparavant, il était connu sous l'appellation Prix international pour Nouveaux matériaux (International Prize for New Materials). Les destinataires sont choisis pour « une réussite exceptionnelle dans la science et l'application de nouveaux matériaux ». Le prix, nommé d'après James C. McGroddy, lui-même gagnant du prix George-E.-Pake (aussi décerné par l'American Physical Society) en 1995, est doté d'une récompense de 10 000 $.

## Lauréats
- 1975 : Heinrich Welker
- 1976 : William G. Pfann, Henry C. Theurer
- 1977 : Francis Bundy, H. Tracy Hall, Herbert Strong, Robert H. Wentorf, Jr.
- 1978 : J. H. Sinfelt
- 1979 : J. Eugene Kunzler, Bernd T. Matthias, John K. Hulm
- 1980 : Pol E. Duwez, William Klement, Jr.
- 1981 : LeGrand G. van Uitert
- 1982 : John R. Arthur, Jr., Alfred Y. Cho
- 1983 : David Turnbull
- 1984 : J. P. Remeika
- 1985 : Leroy L. Chang, Leo Esaki, Raphael Tsu
- 1986 : John Croat, Jan Herbst, Norman C. Koon, Masato Sagawa
- 1987 : Dan Shechtman
- 1988 : J. Georg Bednorz, Paul C. W. Chu, K. Alex Muller
- 1989 : J.B. MacChesney, R.D. Maurer, Charles K. Kao
- 1990 : James L. Smith, Hans R. Ott, Frank Steglich, Zachary Fisk
- 1991 : Francis J. DiSalvo, Jr., Frederic Holtzberg
- 1992 : Robert F. Curl, Harold W. Kroto, Richard E. Smalley
- 1993 : Gordon C. Osbourn
- 1994 : Peter Grünberg, Albert Fert, Stuart Parkin
- 1999 : Eugene E. Haller, Thomas Richard Anthony
- 2000 : Merrill Brian Maple (en).
- 2001 : Arthur C. Gossard (en).
- 2002 : Donald S. Bethune (de), Sumio Iijima.
- 2003 : Charles M. Lieber.
- 2004 : Loren Pfeiffer.
- 2005 : Yoshinori Tokura.
- 2006 : Alex Zettl (en), Hongjie Dai (en).
- 2007 : Arthur J. Epstein, Joel S. Miller.
- 2008 : Arthur F. Hebard (en), Jun Akimitsu (de), Robert C. Haddon (de).
- 2009 : Akihisa Inoue (de), William L. Johnson.
- 2010 : Nicola A. Spaldin, Ramamoorthy Ramesh (en), Sang-Wook Cheong (en).
- 2011 : Arthur P. Ramirez (de).
- 2012 : Robert J. Cava (en).
- 2013 : Costas M. Soukoulis (en), David R. Smith (en), John B. Pendry.
- 2014 : Zhong Lin Wang.
- 2015 : Hideo Hosono.
- 2016 : Mercouri Kanatzidis (en).
- 2017 : Paul C. Canfield.
- 2018 : Rodney S. Ruoff (en).
- 2019 : Bogdan Andrei Bernevig (de), Claudia Felser, Xi Dai.
- 2020: Mikhail Eremets
- 2021: Darrell G. Schlom, Ivan Božović, James N. Eckstein
- 2022: Daniel C. Ralph
- 2023: Emanuel Tutuc, James Hone, Kenji Watanabe, Takashi Taniguchi
- 2024: Harold Y. Hwang
- 2025: George Jackeli, Giniyat Khaliullin, Hidenori Takagi